# Aeroporto de Caxias do Sul
O Aeroporto de Caxias do Sul (CXJ/SBCX), também conhecido como Aeroporto Hugo Cantergiani, é um aeroporto localizado em Caxias do Sul, no estado brasileiro do Rio Grande do Sul. É o segundo aeroporto mais movimentado do estado do Rio Grande do Sul, apresentando-se como a melhor opção para turistas que visitam a região da Serra Gaúcha, notadamente as estâncias turísticas da Região das Hortênsias, nos municípios de Gramado, Canela e Nova Petrópolis, da região do Vale dos Vinhedos, abrangendo principalmente Bento Gonçalves e Garibaldi, da Rota Turística Caminhos da Colônia, em Caxias do Sul e Flores da Cunha, além do Parque Nacional dos Aparados da Serra, cujo principal centro é Cambará do Sul.
A Prefeitura de Caxias do Sul participa da gestão do aeroporto, por meio de um Acordo de Gestão, integrando Comissão Paritária para a administração aeroportuária responsabilizando-se pela guarda e vigilância do sítio aeroportuário e pela gestão dos recursos humanos em serviço no aeroporto.
É classificado no Plano Aeroviário do Estado do Rio Grande do Sul (PARGS), como “aeroporto nacional”, servindo mais de 34 municípios da região da Serra do Estado. Atualmente, é servido pela Gol Linhas Aéreas, que liga Caxias do Sul a São Paulo (Guarulhos) e ao Rio de Janeiro (Santos Dumont), com aeronaves Boeing 737, pela Azul Linhas Aéreas, que liga Caxias do Sul a Campinas (Viracopos), com aeronaves Embraer E-Jets, e pela LATAM Airlines, que liga Caxias do Sul a São Paulo (Guarulhos), com aeronaves Airbus A320.

## História[4]
Inaugurado em março de 1941, o aeroporto de Caxias do Sul acompanhou a evolução da aeronáutica nas últimas oito décadas. Além da pista, anteriormente localizada no atual bairro Cinquentenário, também surgia em fevereiro daquele ano o Aeroclube de Caxias do Sul, com o objetivo de formar pilotos.
A solenidade contou com a presença do jornalista Assis Chateaubriand, que lançou a Campanha Nacional da Aviação, projeto que instrumentalizou as escolas de aviação.
Conforme o pesquisador Roberto Grazziotin, o aeroporto mudou-se para o bairro Salgado Filho em 1954. Mesmo sem uma satisfatória tecnologia operacional nos primórdios, pousavam em Caxias do Sul as companhias da Real-Aerovias, Sadia e Varig.
Em 1972, com a intenção de receber o presidente Médici, a pista de 1,5 mil metros foi asfaltada. Mas o forte impulso desencadeou-se em 1987, quando o aeroporto recebeu melhorias e o Estado iniciou obras de instalação de instrumentos e ampliação da pista de pouso/decolagem de 1500 m para 2000 m, bem como do terminal de passageiros para a instalação da linha regular entre Caxias/São Paulo.
Os passageiros utilizavam o avião Brasília, de 30 lugares, da empresa Rio-Sul, cujos voos eram programados entre segunda e sexta-feira.
A chegada do Boeing 737-500 da Rio-Sul sinalizou a demanda e a crescente evolução aeroportuária do município. Em dezembro de 1993, iniciaram-se os testes com um moderno avião para fazer a conexão Caxias/Congonhas (SP), com escala em Porto Alegre.
Este modelo de aeronave tinha capacidade para 108 passageiros e substituiu o Brasília. Em fevereiro de 1996 entrou em operação a empresa TAM, que permaneceu até março de 2008.
A empresa Gol Linhas Aéreas, que chegou ao mercado brasileiro com inovações e preços competitivos, instalou seus serviços no aeroporto caxiense em 27 de outubro de 2004. Naquela ocasião, o primeiro voo com um Boeing 737-700 registrou a chegada de 57 passageiros e embarcou 82 com destino a São Paulo. Atualmente, a Gol opera até três frequências diárias de Caxias do Sul, duas para São Paulo (Guarulhos) e uma para o Rio de Janeiro (Santos Dumont).
Em 10 de novembro de 2011, a Azul passou a oferecer os serviços com linhas diárias para Curitiba e Campinas. Posteriormente, a empresa iniciou as operações de rota sazonal para Florianópolis. Atualmente, no entanto, permanece apenas a linha que liga a cidade a Campinas.
Em 19 de Julho de 2022, a LATAM retomou as operações com a rota Caxias do Sul a Guarulhos com linhas diretas e diárias.
Também houve breves operações com as companhias NHT (2006) e BRA (2007).
Desde então a demanda de passageiros e carga não parou de crescer.
O aeroporto faz parte do sistema de aeroportos objeto de concessão federal ao estado do Rio Grande do Sul, administrado através do DAP (Departamento Aeroportuário do Rio Grande do Sul).
O aeroporto passou por reforma de 2010 a 2012 e em 2017.
O pátio de aeronaves passou por reformulação e pintura em 2020.
Devido as Enchentes no Rio Grande do Sul em 2024, o aeroporto foi autorizado a receber voos internacionais, mas exclusivamente para times de futebol, válido até 31 de dezembro. Foram anunciadas também melhorias na pista e no terminal de passageiros, focados na recuperação da pista e na modernização e ampliação do terminal de passageiros, além da instalação do Precision Approach Path Indicator (PAPI).

## Movimento de Passageiros e Carga
Fonte:
| Ano  | Passageiros | Carga     |
| ---- | ----------- | --------- |
| 2014 | 194,717     | 470,017Kg |
| 2015 | 168,382     | 298,002Kg |
| 2016 | 181,626     | 457,659Kg |
| 2017 | 187,011     | 485,202Kg |
| 2018 | 183,175     | 523,752Kg |
| 2019 | 208,092     | 486,239Kg |
| 2020 | 53,485      | 159,516Kg |
| 2021 | 94,300      | 265,181Kg |
| 2022 | 212,087     | 395,430kg |

Tráfego Anual de Passageiros em voos comerciais no Aeroporto de Caxias do Sul:
Fonte: Agência Nacional de Aviação Civil (ANAC).

## Segurança
O Sistema de proteção ao voo é dotado de equipamentos que permitem operações visuais e por instrumentos, diurnas e noturnas, em condições meteorológicas adversas.

## Pátio
- Capacidade para 3 Boeings 737-700, 737-800 ou 3 Embraer 195/195E2.
- 2 Posições para Portão de Embarque (Pátio A) e 5 remotas (Pátios B C e D, sendo 2 helipontos, 1 posição aeronave comercial remota, 3 posições para aeronaves de pequeno porte e 1 para aeronave privada de grande porte).